# Gmina Krzykosy
Die Gmina Krzykosy ist eine Landgemeinde im Powiat Średzki der Woiwodschaft Großpolen in Polen. Ihr Sitz ist das gleichnamige Dorf (deutsch Krzykosy).

## Geographie
Die Landgemeinde liegt etwa vierzig Kilometer südöstlich von Posen. Sie hat eine Fläche von 110,46 km², von der 63 Prozent land- und 28 Prozent forstwirtschaftlich genutzt werden. Die Warthe bildet ihre Südgrenze.

## Geschichte
Von 1975 bis 1998 gehörte die Gemeinde zur Woiwodschaft Posen.

## Gliederung
Zur Landgemeinde (gmina wiejska) Krzykosy gehören zwölf Dörfer mit Schulzenämtern (deutsche Namen amtlich bis 1945)
- Garby (Krummenhagen)[6]
- Krzykosy (1942–1945 Lautenwald)[5]
- Miąskowo (Sulecin, 1939–1945 Weichen)[5]
- Młodzikowo (Mlodzikowo, Landau)[7]
- Młodzikówko (Moldau)
- Murzynowo Leśne (Murwald, 1939–1945 Heinrichsau)[5]
- Pięczkowo (Pieczkowo, 1939–1945 Rankendorf)[5]
- Solec (1939–1945 Salzbach)[5]
- Sulęcin (Sulecin, 1939–1945 Stromtal)[5]
- Sulęcinek (Sulecinek,1939–1943 Warberg, 1943–1945 Warberg (Kr. Schroda))[5]
- Wiosna (Lenzen)[8]
- Witowo (1942–1943 Sandberge, 1943–1945 Wittensand)[5]

und 26 kleinere Orte und Ansiedlungen, unter anderem
- Bogusławki
- Borowo (Walddorf)[10]
- Bronisław (Paulshof)[11]
- Kaźmierki
- Lubrze
- Małoszki
- Młodzikowice
- Murzynowiec Leśny
- Murzynówko
- Przymiarki
- Wiktorowo
- Wygranka

### Verkehr
Durch die Gemeinde verlaufen die Landesstraßen DK11 und die DK15 auf derselben Trasse.
Die Dörfer Solec und Sulęcinek haben Stationen an der Bahnstrecke Kluczbork–Poznań.